# Mauléon-Licharre
Mauléon-Licharre település Franciaországban, Pyrénées-Atlantiques megyében. Lakosainak száma 2975 fő (2022. január 1.). Mauléon-Licharre Viodos-Abense-de-Bas, Ainharp, Chéraute, Garindein, Gotein-Libarrenx és Roquiague községekkel határos.

## Népesség
A település népességének változása:
| Lakosok száma | 3069 | 2969 | 3209 | 2954 | 2950 | 2947 | 2953 | 2954 | 2975 |
|               | 2013 | 2015 | 2016 | 2017 | 2018 | 2019 | 2020 | 2021 | 2022 |